# Paul Ignaz Bayer
Paul Ignaz Bayer (tschechisch Pavel Ignác Bayer, * 1656 in Iglau; † 26. Dezember 1733 in Prag) war ein böhmischer Architekt und Baumeister.

## Leben
Über seine Herkunft, Kindheit und Ausbildung ist wenig bekannt. Seit 1685 besaß er das Bürgerrecht der Prager Altstadt, 1701 wurde er ein führendes Mitglied der Zunft der Maurer- und Steinmetze, Assessor und später Direktor des Zehnherrenamtes der Prager Altstadt.
Obwohl er selbst begabt war, wurde sein Werk stark von dem burgundischen Baumeister Jean Baptiste Mathey beeinflusst, dessen Architekturwerk für die böhmische Baukunst große Bedeutung hatte. Bayer gehörte zum Umkreis von Christoph Dientzenhofer, der die italienischen Architekten um 1700 ablöste und führend im mitteleuropäischen Raum wurde. Seine Entwürfe waren jedoch im Vergleich zu Dientzenhofer konservativer.
Bayer war an vielen Bauten als ausführender Baumeister tätig. 1702 trat er in die Dienste der Fürsten Schwarzenberg. In der Nachfolge Dientzenhofers wurde er kaiserlicher Festungsbaumeister in Eger. Nach Carlo Luragos Tod übernahm er die Bauleitung für die Jesuitenkollegien der Prager Neustadt und Königgrätz.

## Werke
in Prag
- Kastuluskirche (1690–1695)
- Fassade und Turm der St.-Ignatius-Kirche (Kostel sv. Ignáce) (1697–1699)
- Karl-Borromäus-Kirche (1730 begonnen von Bayer, beendet vor 1735 von Kilian Ignaz Dienzenhofer), heute Hll. Cyrillus und Methodius-Kirche im Stadtteil Karlín (deutsch Karolinenthal)

in anderen Orten
- Böhmisch Krumau: Obere Burg
- Luže: Kirche der Jungfrau Maria (1690–1696)
- Fraunberg: Barockisierung des Schlosses und der Schlosskapelle (1702–1721)
- Königgrätz: Fertigstellung des Jesuitenkollegs (zusammen mit Johann Blasius Santini-Aichl)
- Kornhaus: Pläne für die Barockisierung des Schlosses
- Postelberg: Barockisierung des Schlosses
- Protiwin: Umbau des Schlosses
- Kloster Sedletz: Umgestaltung des Zisterzienserklosters (zusammen mit Johann Blasius Santini-Aichl)
- Kloster Svatá Hora: Südportal des Kreuzgangs
- Teindles: Barockisierung der St.-Vinzens-Kirche
- Rosenberg: Herrschaftsbrauerei
- Wittingau: Brunnen für den Schlosshof (1709)
- Ohrada: Jagdschloss (1708–1713)